# 陈书
| 中國二十四史 | 中國二十四史   | 中國二十四史 | 中國二十四史 | 中國二十四史 |
| 次序         | 書名           | 作者         | 作者         |              |
| 次序         | 書名           | 姓名         | 時代         |              |
| ------------ | -------------- | ------------ | ------------ | ------------ |
| 1            | 史记           | 司馬遷       | 西漢         |              |
| 2            | 汉书           | 班固         | 東漢         |              |
| 3            | 后汉书         | 范曄         | 劉宋         |              |
| 4            | 三國志         | 陈寿         | 西晋         |              |
| 5            | 晋书           | 房玄龄等     | 唐           |              |
| 6            | 宋书           | 沈约         | 蕭梁         |              |
| 7            | 南齐书         | 萧子显       | 蕭梁         |              |
| 8            | 梁书           | 姚思廉       | 唐           |              |
| 9            | 陈书           | 姚思廉       | 唐           |              |
| 10           | 魏书           | 魏收         | 北齐         |              |
| 11           | 北齐书         | 李百药       | 唐           |              |
| 12           | 周书           | 令狐德棻等   | 唐           |              |
| 13           | 南史           | 李延寿       | 唐           |              |
| 14           | 北史           | 李延寿       | 唐           |              |
| 15           | 隋书           | 魏徵等       | 唐           |              |
| 16           | 旧唐书         | 刘昫等       | 后晋         |              |
| 17           | 新唐书         | 欧阳修等     | 北宋         |              |
| 18           | 旧五代史       | 薛居正等     | 北宋         |              |
| 19           | 新五代史       | 欧阳修       | 北宋         |              |
| 20           | 宋史           | 脱脱等       | 元           |              |
| 21           | 辽史           | 脱脱等       | 元           |              |
| 22           | 金史           | 脱脱等       | 元           |              |
| 23           | 元史           | 宋濂等       | 明           |              |
| 24           | 明史           | 张廷玉等     | 清           |              |
| 相關         | 東觀漢記       | 劉珍等       | 東漢         |              |
| 相關         | 新元史         | 柯劭忞       | 民國         |              |
| 相關         | 清史稿         | 趙爾巽等     | 民國         |              |
| 相關         | 點校本二十四史 | 顧頡剛等     | 共和國       |              |

《陈书》是一本纪传体史书，唐朝人姚思廉所著，凡三十六卷，记南朝陈朝史。記載自陳武帝陳霸先即位至陳後主陳叔寶亡國前後三十三年間的史實，成书于贞观十年（636年）。

## 成書過程
姚思廉父親姚察在隋时已有部份舊稿，後思廉奉命修史後续成，兼采顧野王的《陳國史》及陸瓊的《陳書》所載的史料，寫成紀六卷、傳三十卷，無表、無志。其中姚察僅為陳霸先和陳文帝撰論。
後人據相關史料補作《陳書》的志表，清人萬斯同《歷代史表》中有〈陳諸王世表〉、〈陳將相大臣年表〉各1卷，近人臧勵龢《補陳疆域志》4卷。

## 評價
《陳書》遍载诏书和诗赋文章，史事则多隐恶扬善，陳叔寶荒淫等史實，皆避而不談。魏徵、曾鞏、趙翼認為《陳書》在記述陳朝“其始之所以興”、“其終之所以亡”方面，尤其是在揭示陳武帝的“度量恢廓，知人善任”和陳後主的“躭荒為長夜之飲，嬖寵同豔妻之孽”方面，有些還是有意義的。

### 本纪
- 卷一·本纪第一 - 高祖上
- 卷二·本纪第二 - 高祖下
- 卷三·本纪第三 - 世祖上
- 卷四·本纪第四 - 废帝
- 卷五·本纪第五 - 宣帝
- 卷六·本紀第六 - 後主

### 列传
1. 卷七·列传第一 皇后 - 高祖章皇后・世祖沈皇后・废帝王皇后・高宗柳皇后・後主沈皇后
2. 卷八·列传第二 - 杜僧明・周文育・侯安都
3. 卷九·列传第三 - 侯瑱・欧阳頠・吴明徹
4. 卷十·列传第四 - 周铁虎・程灵洗
5. 卷十一·列传第五 - 黄法𣰋・淳于量・章昭達
6. 卷十二·列传第六 - 胡穎・胡鑠・徐度・杜稜・沈恪
7. 卷十三·列传第七 - 徐世譜・徐世休・魯悉達・周敷・荀朗・荀法尚・周炅
8. 卷十四·列传第八 - 衡陽献王昌・南康愍王昙朗
9. 卷十五·列传第九 宗室 - 陳擬・陳詳・陳慧紀
10. 卷十六·列传第十 - 赵知礼・蔡景历・劉師知・謝岐
11. 卷十七·列传第十一 - 王沖・王通・袁敬
12. 卷十八·列传第十二 - 沈衆・袁泌・劉仲威・劉廣德・陸山才・王質・韋載
13. 卷十九·列传第十三 - 沈炯・虞荔・馬枢
14. 卷二十·列传第十四 - 到仲举・韓子高・華皎
15. 卷二十一·列传第十五 - 謝哲・蕭乾・謝嘏・張種・張稜・張稚才・王固・孔奐・蕭允
16. 卷二十二·列传第十六 - 陸子隆・陸之武・陸子才・钱道戢・駱牙
17. 卷二十三·列传第十七 - 沈君理・沈邁・沈君高・王瑒・王瑜・陸繕・陸見賢
18. 卷二十四·列传第十八 - 周弘正・袁憲
19. 卷二十五·列传第十九 - 裴忌・孫瑒
20. 卷二十六·列传第二十 - 徐陵
21. 卷二十七·列传第二十一 - 江总・姚察
22. 卷二十八·列传第二十二 世祖九王・高宗二十九王・後主諸子
23. 卷二十九·列传第二十三 - 宗元饒・司馬申・毛喜・蔡徵
24. 卷三十·列传第二十四 - 蕭濟・陸瓊・顧野王・傅縡
25. 卷三十一·列传第二十五 - 蕭摩訶・任忠・樊毅・魯廣達
26. 卷三十二·列传第二十六 孝行 - 殷不害・謝貞・司馬暠・張昭
27. 卷三十三·列传第二十七 儒林 - 沈文阿・沈洙・戚袞・鄭灼・全緩・張譏・顧越・沈不害・王元規
28. 卷三十四·列传第二十八 文学 - 杜之偉・顏晃・江德藻・庾持・許亨・褚玠・岑之敬・陸琰・何之元・徐伯陽・張正見・蔡凝・阮卓
29. 卷三十五·列传第二十九 - 熊昙朗・周迪・留異・陳寶應
30. 卷三十六·列传第三十 - 始興王叔陵・新安王伯固

- 曾巩《陈书》目录序

## 延伸阅读
[在维基数据编辑]
 在维基文库阅读本作品原文（ 在维基共享资源阅览影像）
 《欽定古今圖書集成·理學彙編·經籍典·陳書部》，出自陈梦雷《古今圖書集成》